# Madivala, Kolar
Madivala là một làng thuộc tehsil Kolar, huyện Kolar, bang Karnataka, Ấn Độ.